# 나라 선단과학기술대학원대학
나라 선단과학기술원대학원대학(일본어: 奈良先端科学技術大学院大学, 영어: Nara Institute of Science and Technology)은 나라현 이코마시 타카야마 정 8916번지의 5에 본부가 위치한 일본의 국립대학이다. 1991년에 설립되었다. 대학의 약칭은 "NAIST"이다.

## 개요
간사이 문화학술연구도시의 핵심. 일선 교수진과 최첨단 연구에 이바지하는 충실한 설비, 기존의 학부 개념을 철거한 유연한 교육과 연구 체제가 특징이다. 일본의 국가전략인 "과학 기술 입국"을 목적으로 대학원에 특화된 연구교육기관, 국립 이공계 대학원대학으로서 설치하였다.

## 연혁
- 1986년 ~ 1988년 : 일본의 대학원의 확충과 개혁 차원에서 첨단 과학 기술 대학원 구상을 논의한다.
- 1989년 5월 : 오사카 대학에 첨단과학기술대학원의 창설 준비실 및 창설 준비위원회를 설치.
- 1991년 : 창설 준비 위원회가 "나라 첨단과학기술대학원대학의 구상 개요"를 정리하여 국립학교 시설계획조정회의에서 시설 장기계획을 승낙받고, 10월 "나라 첨단과학기술대학원대학", 정보 과학 연구과 부속 도서관이 설치된다.
- 1992년 4월 : 생물과학연구과, 정보과학센터를 설치.
- 1993년 4월 : 유전자 교육 연구 센터를 설치하고, 정보 과학 연구과 (박사 전기과정) 제1기생의 수용을 시작한다.
- 1995년 4월 : 정보 과학연구과 (박사 후기과정) 제1기생 수용.
- 1996년 4월 : 생물 과학연구과 (박사 후기과정) 제1기생 수용, 그 해 5월 물질생성과학연구과 설치.
- 1998년 4월 : 물질생성 과학연구과 (박사 전기과정) 제1기생 수용, 물질과학교육 연구센터 설치.
- 2000년 4월 : 물질생성 과학연구과 (박사 후기과정)학생 수용. 현재의 3개 연구과 구성이 완성.
- 2001년 10월 : 창립 10주년
- 2011년 10월 : 창립 20주년